# 楓川站
楓川站（韓語：풍천역）是位于朝鮮民主主義人民共和國黃海南道延安郡楓川里的一個鐵路車站。屬於白川線。

## 邻近车站
白川線
天台站 - 楓川站 - 梧玄站